# Hernán Felipe Errázuriz
Hernán Felipe Errázuriz Correa (Santiago, 1945) es un abogado, diplomático y político chileno. Se desempeñó como ministro de Estado —en las carteras de Relaciones Exteriores, Secretaría General de Gobierno y de Minería—, durante la dictadura de Augusto Pinochet. Ejerció además como presidente del Banco Central de su país, desde 1983 hasta 1984, y como embajador de Chile ante los Estados Unidos, desde 1984 hasta 1988.

## Familia y estudios
Es hijo de Hernán Errázuriz Hurtado y de María Luisa Correa Guzmán (a su vez, hija del exdiputado de la República Hernán Correa Roberts), quien fuera regidora de Salamanca entre 1963 y 1967. Se casó en 1970 con Amelia Concha Vial, con quien tuvo cinco hijas; Susana, Antonia (psicóloga), María Luisa, Amelia e Isidora (abogada).
Realizó sus estudios primarios en el Colegio del Verbo Divino y en los Padres Franceses del Sagrado Corazón de Santiago y los tres últimos cursos de la enseñanza secundaria en la Escuela Militar de la misma comuna. En 1970 se graduó como abogado en la Pontificia Universidad Católica (PUC), casa de estudios donde compartió aulas con personalidades como Jaime Guzmán Errázuriz, Jovino Novoa, José Joaquín Brunner y Alberto Cardemil.

## Carrera profesional

### Sector público
Trabajó en el sector privado y a partir de 1976 en el Estado, primero como fiscal y luego como vicepresidente del Banco Central de Chile.
Fue nombrado por la dictadura militar como ministro de Minería en 1981, ministro Secretario General de Gobierno en 1982, y presidente del Banco Central entre 1983 y 1984.
Luego ocupó la embajada de Chile en los Estados Unidos (1984-1988), siendo su último cargo el de canciller de la República, el cual desempeñó entre octubre de 1988 y marzo de 1990.

### Sector privado
Tras ello volvió al sector privado ocupando el cargo de director de varias empresas como Chilectra, Banco Security, Detroit Chile y Chilena Consolidada Seguros además de ejercer su profesión en el estudio jurídico Guerrero Olivos.
A fines de la década de los noventa formó parte del equipo de juristas que defendió a Pinochet en Londres, ciudad en la que se encontraba detenido a pedido del juez español Baltasar Garzón quien buscaba juzgarlo por delitos de violaciones a los derechos humanos ocurridas bajo su administración (1973-1990).
Ha sido miembro del Consejo de Política Exterior del Ministerio de Relaciones Exteriores, editorialista del diario El Mercurio, consejero del Instituto Libertad y Desarrollo (LyD) y director de la Universidad Mayor. Es presidente del «Consejo Chileno para las Relaciones Internacionales», sucediendo en ese cargo, al fallecido excanciller y presidente del Senado, Gabriel Valdés Subercaseaux de quien era primo y amigo.